# Касталя-дал-Ріу
Касталя́-дал-Рі́у (кат. Castellar del Riu, вимова літературною каталанською [kəstə'ʎa ðəł 'riw]) - муніципалітет, розташований в Автономній області Каталонія, в Іспанії. Код муніципалітету за номенклатурою Інституту статистики Каталонії - 80500. Знаходиться у районі (кумарці) Барґаза (коди району - 14 та BD) провінції Барселона, згідно з новою адміністративною реформою перебуватиме у складі Баґарії (округи) Центральна Каталонія. 

## Назва муніципалітету
Назва муніципалітету походить від лат. castĕllāre - "територія, яка належить замку" та лат. rīvu - "потік, вода".

## Населення
Населення міста (у 2007 р.) становить 143 особи (з них менше 14 років - 16,1%, від 15 до 64 - 64,3%, понад 65 років - 19,6%). У 2006 р. народжуваність склала 1 особа, смертність - 1 особа, зареєстровано 1 шлюб. У 2001 р. активне населення становило 50 осіб, з них безробітних - 5 осіб.

Серед осіб, які проживали на території міста у 2001 р., 109 народилися в Каталонії (з них 80 осіб у тому самому районі, або кумарці), 9 осіб приїхало з інших областей Іспанії, а 1 особа приїхала з-за кордону. 

Вищу освіту має 10,4% усього населення. 

У 2001 р. нараховувалося 48 домогосподарств (з них 31,2% складалися з однієї особи, 29,2% з двох осіб,10,4% з 3 осіб, 25% з 4 осіб, 2,1% з 5 осіб, 0% з 6 осіб, 0% з 7 осіб, 2,1% з 8 осіб і 0% з 9 і більше осіб).

Активне населення міста у 2001 р. працювало у таких сферах діяльності : у сільському господарстві - 4,4%, у промисловості - 8,9%, на будівництві - 6,7% і у сфері обслуговування - 80%. 

 У муніципалітеті або у власному районі (кумарці) працює 25 осіб, поза районом - 31 особа.

### Безробіття
У 2007 р. нараховувалося 1 безробітний (у 2006 р. - 1 безробітний), з них чоловіки становили 0%, а жінки - 100%.

## Економіка

### Підприємства міста

#### Промислові підприємства
| \| Промислові підприємства міста, за сферою діяльності \| Промислові підприємства міста, за сферою діяльності \| Промислові підприємства міста, за сферою діяльності \| \| Рік \| 2002 р. \| 2001 р. \| \| --------------------------------------------------- \| --------------------------------------------------- \| --------------------------------------------------- \| \| Енергетичні та водні ресурси \| 0% \| 0% \| \| Хімія та метали \| 0% \| 0% \| \| Переробка металів \| 100% \| 100% \| \| Продукти харчування \| 0% \| 0% \| \| Текстиль \| 0% \| 0% \| \| Виробництво меблів, видання \| 0% \| 0% \| \| Інше \| 0% \| 0% \| \| Усього підприємств \| 1 \| 1 \| |         |         |
| Промислові підприємства міста, за сферою діяльності |         |         |
| Рік | 2002 р. | 2001 р. |
| Енергетичні та водні ресурси | 0%      | 0%      |
| Хімія та метали | 0%      | 0%      |
| Переробка металів | 100%    | 100%    |
| Продукти харчування | 0%      | 0%      |
| Текстиль | 0%      | 0%      |
| Виробництво меблів, видання | 0%      | 0%      |
| Інше | 0%      | 0%      |
| Усього підприємств | 1       | 1       |

#### Роздрібна торгівля
| \| Підприємства роздрібної торгівлі міста, за сферою діяльності \| Підприємства роздрібної торгівлі міста, за сферою діяльності \| Підприємства роздрібної торгівлі міста, за сферою діяльності \| \| Рік \| 2002 р. \| 2001 р. \| \| ------------------------------------------------------------ \| ------------------------------------------------------------ \| ------------------------------------------------------------ \| \| Продукти харчування \| 0% \| 0% \| \| Одяг та взуття \| 0% \| 0% \| \| Товари для дому \| 0% \| 0% \| \| Книги та періодичні видання \| 0% \| 0% \| \| Промислова хімічна продукція \| 0% \| 0% \| \| Продукція, пов'язана з транспортними засобами \| 0% \| 0% \| \| Інше \| 100% \| 100% \| \| Усього підприємств \| 1 \| 1 \| |         |         |
| Підприємства роздрібної торгівлі міста, за сферою діяльності |         |         |
| Рік | 2002 р. | 2001 р. |
| Продукти харчування | 0%      | 0%      |
| Одяг та взуття | 0%      | 0%      |
| Товари для дому | 0%      | 0%      |
| Книги та періодичні видання | 0%      | 0%      |
| Промислова хімічна продукція | 0%      | 0%      |
| Продукція, пов'язана з транспортними засобами | 0%      | 0%      |
| Інше | 100%    | 100%    |
| Усього підприємств | 1       | 1       |

#### Сфера послуг
| \| Підприємства міста, що працюють у сфері послуг, за діяльністю \| Підприємства міста, що працюють у сфері послуг, за діяльністю \| Підприємства міста, що працюють у сфері послуг, за діяльністю \| \| Рік \| 2002 р. \| 2001 р. \| \| ------------------------------------------------------------- \| ------------------------------------------------------------- \| ------------------------------------------------------------- \| \| Гуртова торгівля \| 14,3% \| 0% \| \| Готелі та готельний бізнес \| 71,4% \| 85,7% \| \| Транспорт та зв'язок \| 0% \| 0% \| \| Посередницькі фінансові послуги \| 0% \| 0% \| \| Послуги підприємствам \| 0% \| 0% \| \| Послуги фізичним особам \| 14,3% \| 14,3% \| \| Нерухомість та ін. \| 0% \| 0% \| \| Усього підприємств \| 7 \| 7 \| |         |         |
| Підприємства міста, що працюють у сфері послуг, за діяльністю |         |         |
| Рік | 2002 р. | 2001 р. |
| Гуртова торгівля | 14,3%   | 0%      |
| Готелі та готельний бізнес | 71,4%   | 85,7%   |
| Транспорт та зв'язок | 0%      | 0%      |
| Посередницькі фінансові послуги | 0%      | 0%      |
| Послуги підприємствам | 0%      | 0%      |
| Послуги фізичним особам | 14,3%   | 14,3%   |
| Нерухомість та ін. | 0%      | 0%      |
| Усього підприємств | 7       | 7       |

## Житловий фонд
У 2001 р. 10,4% усіх родин (домогосподарств) мали житло метражем до 59 м2, 27,1% - від 60 до 89 м2, 43,8% - від 90 до 119 м2 і
18,8% - понад 120 м2.

З усіх будівель у 2001 р. 41,4% було одноповерховими, 56,9% - двоповерховими, 1,7
% - триповерховими, 0% - чотириповерховими, 0% - п'ятиповерховими, 0% - шестиповерховими,
0% - семиповерховими, 0% - з вісьмома та більше поверхами.

## Автопарк
| \| Автомобілі, зареєстровані у місті, за призначенням \| Автомобілі, зареєстровані у місті, за призначенням \| Автомобілі, зареєстровані у місті, за призначенням \| \| Рік \| 2006 р. \| 2005 р. \| \| -------------------------------------------------- \| -------------------------------------------------- \| -------------------------------------------------- \| \| Приватні автомобілі \| 50,4% \| 52,1% \| \| Мотоцикли \| 11% \| 10,3% \| \| Вантажівки \| 35,4% \| 34,2% \| \| Трактори \| 0% \| 0% \| \| Автобуси та ін. \| 3,1% \| 3,4% \| \| Усього автомобілів \| 127 шт. \| 117 шт. \| |         |         |
| Автомобілі, зареєстровані у місті, за призначенням |         |         |
| Рік | 2006 р. | 2005 р. |
| Приватні автомобілі | 50,4%   | 52,1%   |
| Мотоцикли | 11%     | 10,3%   |
| Вантажівки | 35,4%   | 34,2%   |
| Трактори | 0%      | 0%      |
| Автобуси та ін. | 3,1%    | 3,4%    |
| Усього автомобілів | 127 шт. | 117 шт. |

## Вживання каталанської мови
У 2001 р. каталанську мову у місті розуміли 98,3% усього населення (у 1996 р. - 100%), вміли говорити нею 90,5% (у 1996 р. - 
98,9%), вміли читати 87,9% (у 1996 р. - 94,5%), вміли писати 71,6
% (у 1996 р. - 80,2%). Не розуміли каталанської мови 1,7%.

## Політичні уподобання
У виборах до Парламенту Каталонії у 2006 р. взяло участь 82 особи (у 2003 р. - 83 особи). Голоси за політичні сили розподілилися таким чином:
| \| Вибори до Парламенту Каталонії \| Вибори до Парламенту Каталонії \| Вибори до Парламенту Каталонії \| \| Рік \| 2006 р. \| 2003 р. \| \| -------------------------------------- \| ------------------------------ \| ------------------------------ \| \| Конвергенція та Єднання (CiU) \| 56,1% \| 51,8% \| \| Соціалістична партія Каталонії (PSC) \| 11% \| 14,5% \| \| Народна партія (PP) \| 6,1% \| 6% \| \| Ініціатива за зелену Каталонію (IC) \| 7,3% \| 0% \| \| Республіканська лівиця Каталонії (ERC) \| 19,5% \| 27,7% \| \| Громадянська партія (C's) \| 0% \| 0% \| \| Інші \| 0% \| 0% \| |         |         |
| Вибори до Парламенту Каталонії |         |         |
| Рік | 2006 р. | 2003 р. |
| Конвергенція та Єднання (CiU) | 56,1%   | 51,8%   |
| Соціалістична партія Каталонії (PSC) | 11%     | 14,5%   |
| Народна партія (PP) | 6,1%    | 6%      |
| Ініціатива за зелену Каталонію (IC) | 7,3%    | 0%      |
| Республіканська лівиця Каталонії (ERC) | 19,5%   | 27,7%   |
| Громадянська партія (C's) | 0%      | 0%      |
| Інші | 0%      | 0%      |